# Gouvernement Rabuka I
Bavadra Mara VI
Le gouvernement Rabuka I est le gouvernement de dictature militaire qui gouverne les Fidji d'octobre à décembre 1987.
Les élections législatives en avril 1987 amènent la première transition démocratique de l'histoire du pays : Le parti de l'Alliance, représentant l'autorité des chefs autochtones coutumiers et au pouvoir depuis avant l'indépendance du pays en 1970, est battu par une alliance de partis de gauche menés par le Parti travailliste, parti ouvrier et multi-ethnique. Ce gouvernement est renversé un mois plus tard par un coup d'État militaire que mène le colonel Sitiveni Rabuka au nom de la suprématie politique de la population autochtone, et du christianisme. Le colonel Rabuka remet initialement le pouvoir exécutif au gouverneur général Ratu Sir Penaia Ganilau, grand chef autochtone. 
Lorsque ce dernier entreprend de former un gouvernement d'union nationale, Sitiveni Rabuka mène un second coup d'État le 26 septembre et prend le pouvoir. Réprimant les syndicats et la presse indépendante, le 6 octobre il abroge la constitution et déclare l'instauration d'une république, abolissant la monarchie fidjienne qui reconnaissait symboliquement Élisabeth II comme chef de l'État. S'appuyant sur le Mouvement taukei, un mouvement ultra-nationaliste autochtone apparu juste avant le premier coup d'État, le colonel Rabuka nomme le gouvernement ci-dessous le 7 octobre,. Au sein du gouvernement, les extrémistes de l'extrême-droite ethno-nationaliste taukei (notamment Butadroka, Raikivi et Vesikula) se trouvent bientôt en conflit avec les ministres qui souhaitent avant tout un retour au pouvoir de Ratu Kamisese Mara, le perdant des élections de 1987 (notamment Filipe Bole).
| Nom | Nom                                           | Nom | Fonctions                                                                 | Parti        | Remarques |
| --- | --------------------------------------------- | --- | ------------------------------------------------------------------------- | ------------ | --- |
|     | Colonel Sitiveni Rabuka                       |     | Chef du gouvernement, Ministre de l'Intérieur, Ministre du Service public | militaire    | Le ministère de l'Intérieur comprend l'autorité politique sur les forces armées.                                                                                        |
|     | Filipe Bole                                   |     | Ministre des Affaires étrangères, Ministre de l'Aviation civile           | Alliance     | Ministre de l'Éducation dans le gouvernement ayant perdu les élections de 1987.                                                                                         |
|     | Ratu Josua Cavalevu                           |     | Ministre des Finances                                                     | aucun        | Chef autochtone. Diplomate. Considéré comme un modéré. |
|     | Isimeli Bose                                  |     | Ministre de la Planification économique, du Commerce et des Industries    | Alliance     | Directeur de campagne de l'Alliance aux élections de 1987. |
|     | Ratu Filimone Ralogaivau                      |     | Ministre de l'Éducation                                                   | aucun        | Chef autochtone. Élu travailliste aux élections de 1987 ; transfuge. |
|     | Apisai Tora                                   |     | Ministre de l'Agriculture                                                 | Alliance     | Chef du mouvement ultra-nationaliste ethnique taukei. |
|     | Irene Jai Narayan                             |     | Ministre des Affaires indiennes                                           | Alliance     | |
|     | Sakeasi Butadroka                             |     | Ministre des Terres et des Ressources minières                            | Nationaliste | Fondateur du Parti nationaliste fidjien. Membre du Mouvement taukei. Condamné à six mois de prison en 1977 pour incitation à la haine raciale contre les Indo-Fidjiens. |
|     | Apenisa Kurisaqila                            |     | Ministre de la Santé                                                      | Alliance     | Ministre de la Santé dans le gouvernement ayant perdu les élections de 1987. Considéré comme un modéré.                                                                 |
|     | Ratu Josaia Tavaiqia                          |     | Ministre des Forêts                                                       | Alliance     | Chef autochtone. Ministre assistant aux Forêts dans le gouvernement ayant perdu les élections de 1987. Sympathisant du Mouvement taukei.                                |
|     | Taniela Veitata                               |     | Ministre de l'Emploi et des Relations sociales                            | Alliance     | Ancien syndicaliste. Membre du Mouvement taukei. |
|     | Livai Nasilivata                              |     | Ministre du Logement et des Affaires urbaines                             | Alliance     | Considéré comme modéré. |
|     | Viliame Gonelevu                              |     | Ministre des Communications, des Travaux publics et des Transports        | Alliance     | Membre du Mouvement taukei. |
|     | Sergent-major régimentaire Ratu Meli Vesikula |     | Ministre des Affaires autochtones                                         | militaire    | Chef autochtone. Figure prééminente du Mouvement taukei. |
|     | Kelemedi Bulewa                               |     | Procureur général et ministre de la Justice                               | aucun        | |
|     | Adi Litia Cakobau                             |     | Ministre des Femmes, Ministre de la Culture                               | aucun        | Cheffe autochtone. Membre du Mouvement taukei. Fille de l'ancien gouverneur général Ratu Sir George Cakobau.                                                            |
|     | Ratu Jone Kubuabola                           |     | Ministre de l'Information                                                 | aucun        | Chef autochtone. Cofondateur du Mouvement taukei. |
|     | Jone Veisamasama                              |     | Ministre du Développement rural                                           | Alliance     | Secrétaire-général du parti de l'Alliance. Cofondateur du Mouvement taukei.                                                                                             |
|     | Tomasi Raikivi                                |     | Ministre de la Sécurité sociale                                           | aucun        | Membre du Mouvement taukei. Ministre de l'Église méthodiste. |
|     | David Pickering                               |     | Ministre du Tourisme                                                      | Alliance     | |
|     | Lieutenant-colonel Kaci Solomone              |     | Ministre de la Jeunesse et des Sports                                     | militaire    | |

Le 5 décembre, Sitiveni Rabuka, sans consulter son propre gouvernement, cède le pouvoir à Ratu Kamisese Mara, le perdant des élections de 1987. Ce dernier forme un gouvernement par intérim pour la période de rédaction d'une nouvelle constitution devant répondre aux attentes des ethno-nationalistes autochtones.